# Fritz ter Meer

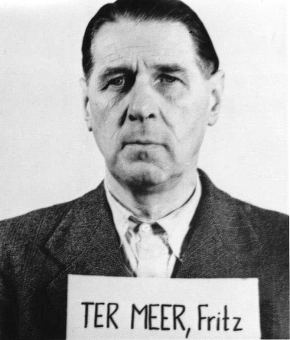
Fritz ter Meer

Fritz ter Meer (spotykana pisownia nazwiska: Termeer, TerMeer) (ur. 4 lipca 1884 w Uerdingen, zm. 27 października 1967 w Leverkusen) – niemiecki naukowiec, przedsiębiorca i zbrodniarz wojenny.
Podczas II wojny światowej pracował dla koncernu farmaceutycznego (IG Farben) w Niemczech, testując nowe preparaty na więźniach w obozach Auschwitz-Birkenau.
W 1939 roku w październiku wraz z prof. Ottonem Ambrosem jako członkowie rady technicznej I.G. oraz z dr. Heinrichem Hörleinem, dyrektorem zakładu Bayer w Elberfeld, zostali wezwani do Wojskowego Urzędu Uzbrojenia w celu omówienia produkcji gazów trujących, m.in. próby z iperytem. Wehrmacht reprezentowali pułkownik Schmidt wydział obrony przeciwgazowej, Zahn radca ministerialny w Urzędzie Uzbrojenia, szef wydziału produkcji materiałów wybuchowych oraz Hans Jürgen von der Linde.
W 1948 r. został skazany przez Międzynarodowy Trybunał Wojskowy w Norymberdze na 7 lat pozbawienia wolności. W 1950 r. został zwolniony.
- Członek zarządu IG Farben Komitetu Wykonawczego 1926–1945, członek komisji roboczych i komitetów technicznych, kierownik sekcji II.
- 1943 – Główny Pełnomocnik Niemieckiej Rzeszy we Włoszech odpowiedzialny za zbrojenia i produkcję militarną, zbudowanie fabryki IG Farben w obozie Auschwitz i testy na więźniach.
- 1948 – uznany za winnego „grabieży” i „zniewolenia” i skazany na siedem lat aresztu. Został zwolniony w 1950 r.
- 1956–1964 – prezes zarządu Bayer, przewodniczący rady nadzorczej Th. Goldschmidt AG, zastępca przewodniczącego rady nadzorczej Commerzbank-Bankverein AG, członek zarządu w Waggonfabrik Uerdingen, Duesseldorfer Waggonfabrik AG, Bankverein Westdeutschland AG oraz Zjednoczonych Przedsiębiorstw Przemysłowych AG (VIAG).

## Literatura
- Ernst Klee: „Auschwitz medycyna III Rzeszy i jej ofiary”, Towarzystwo Autorów i Wydawców Prac Naukowych „Universitas”, Kraków 2009, ISBN 97883-242-2629-0.
- Heine, Jens Ulrich (1990). Verstand und Schicksal. Die Männer der IG Farbenindustrie AG (1925-1945). Weinheim, New York: VCH. ISBN 978-3-527-28144-2.